# Troldbykærling
Troldbykærling est le nom d'un menhir situé près de Lejre, commune de l'île de Seeland, au Danemark.

## Situation
Le menhir se dresse dans un endroit isolé, en bordure de mer, à une vingtaine de kilomètres au nord-ouest de Lejre.

## Description
Le monolithe mesure 1,50 m de hauteur pour une largeur maximale de 1,50 m.